# Feige 55
Feige 55 är en dubbelstjärna i norra delen av stjärnbilden Stora björnen. Den har en skenbar magnitud av ca 13,45 och kräver ett kraftfullt teleskop för att kunna observeras. Baserat på parallax enligt Gaia Data Release 2 på ca 5,01 mas beräknas den befinna sig på ett avstånd av ca 650 ljusår (ca 199 parsec) från solen. 

## Egenskaper
Primärstjärnan Feige 55 är en het vit dvärgstjärna av spektralklass DAO.9, och troligen en post-AGB-stjärna. Den har en massa av ca 0,49 solmassa, en radie av ca 0,035 solradie och utsänder energi från dess fotosfär motsvarande ca 11 gånger solen vid en effektiv temperatur av ca 57 600 K. Stjärnan är en snäv dubbelstjärna men en omloppsperiod av 1,4933 dygn.